# Isaura Gomes
Artykuł ten został zgłoszony do umieszczenia na stronie głównej w rubryce „Czy wiesz”.
Pomóż nam go sprawdzić: oceń zgłoszoną nominację.
Isaura Tavares Gomes (ur. 22 lutego 1944 na wyspie São Vicente) – kabowerdeńska farmaceutka i polityczka. Pierwsza kobieta wybrana do Zgromadzenia Narodowego Republiki Zielonego Przylądka.

## Życiorys

### Młodość, edukacja i kariera zawodowa
Gomes urodziła się 22 lutego 1994 na wyspie São Vicente w Republice Zielonego Przylądka. Jej matka była sprzedawczynią na lokalnym bazarze. Nigdy nie poznała swojego ojca, który opuścił rodzinę w 1947, emigrując do Wenezueli w 1947 roku. Miała piątkę rodzeństwa.
W 1963 roku ukończyła z wyróżnieniem Liceu Gil Eanes, pierwszą szkołę średnią w kraju. Nie uzyskała stypendium na studia w Portugalii, które poza kolejnością zostało przyznane uczniowi z gorszymi stopniami, ale posiadającemu portugalskie obywatelstwo. Z braku możliwości dalszej edukacji rozpoczęła pracę jako guwernantka, przygotowując uczniów do egzaminów z matematyki, chemii i fizyki. Z pomocą dr. Anibal Lopes da Silvy, jedynego dentysty na wyspie, w październiku 1964 roku uzyskała stypendium na rozpoczęcie studiów farmaceutycznych na Uniwersytecie w Coimbrze, które ukończyła w 1970; w tym samym roku powróciła z Portugalii na São Vicente.

### Działalność polityczna
Z powodzeniem wystartowała w wyborach parlamentarnych w 1975 roku, pierwszych po uzyskaniu przez Republikę Zielonego Przylądka niepodległości, z ramienia Afrykańskiej Partii Niepodległości Gwinei i Wysp Zielonego Przylądka. Została pierwsza i jedyną kobietą w Zgromadzeniu Narodowym. Stanowisko pełniła do 1981 roku.
W 2000 roku bez powodzenia ubiegała się o stanowisko burmistrzyni São Vicente jako kandydatka bezpartyjna. W 2005 wystartowała ponownie, wygrywając wybory i stając się pierwszą kobietą na tym stanowisku. Uzyskała reelekcję w 2008 roku.

### Życie prywatne
Pozostawała w związku małżeńskim od 1970 do 1981 roku. Miała trójkę dzieci.